# Arentowo
Arentowo is een plaats in het Poolse district  Pilski, woiwodschap Groot-Polen. De plaats maakt deel uit van de gemeente Miasteczko Krajeńskie en telt 100 inwoners.